# Andrea Casiraghi

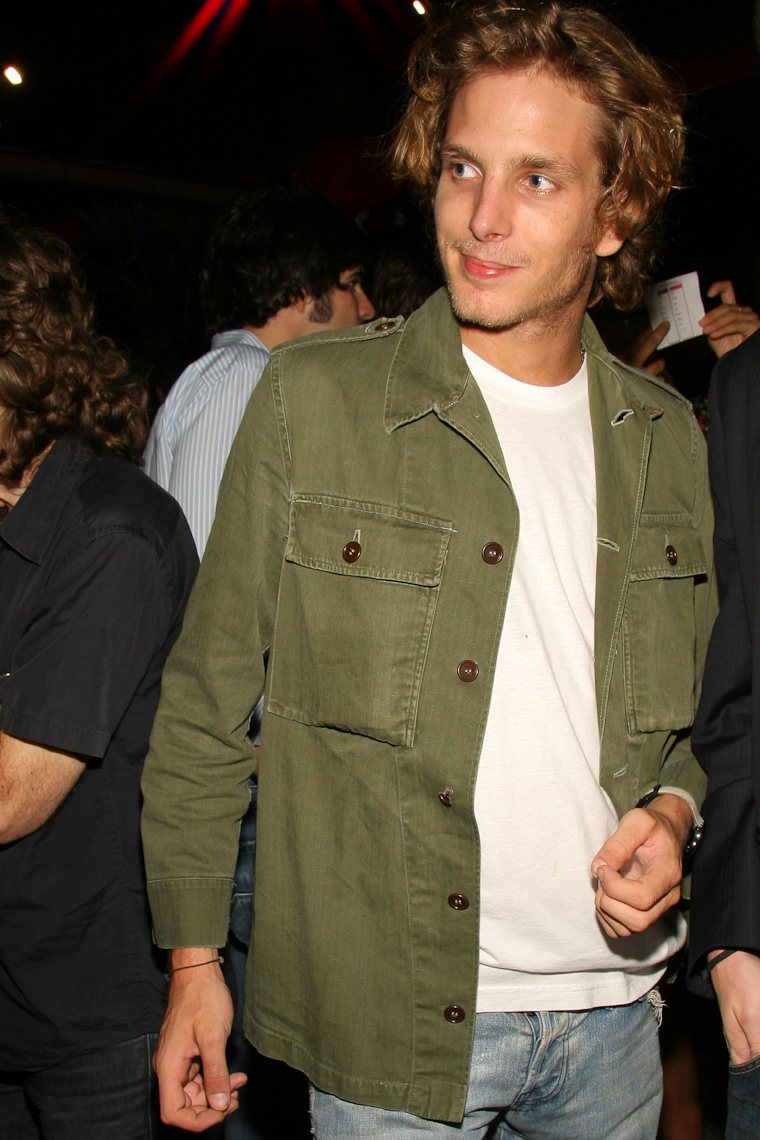
Andrea Casiraghi in 2009

Andrea Albert Pierre Casiraghi (Monaco, 8 juni 1984) is de oudste zoon van Caroline van Monaco uit haar huwelijk met de Italiaanse zakenman Stefano Casiraghi.
Casiraghi was zes jaar oud toen zijn vader om het leven kwam bij een ongeluk tijdens speedboatraces. Hij groeide op in Saint-Rémy-de-Provence in Frankrijk. Daarna volgde hij zijn middelbare school in Parijs.
In 2002 werd hij door het Amerikaanse blad People magazine opgenomen in hun lijst van 50 Most Beautiful People. Hij is een liefhebber van voetbal, paardrijden, skiën en gitaarspelen.
Op 31 augustus 2013 trouwde Casiraghi in de tuinen van het prinselijk paleis met Tatiana Santo Domingo. Op 21 maart 2013 kreeg het stel in Londen een zoon, Sasha. Op 1 februari 2014 trouwde het paar voor de kerk in Gstaad. Op 12 april 2015 kreeg het paar in Londen een dochter; India. 19 april 2018 is hij opnieuw vader geworden van een zoon; Maximilian Rainier.